# Pajzsmirigyhormonok

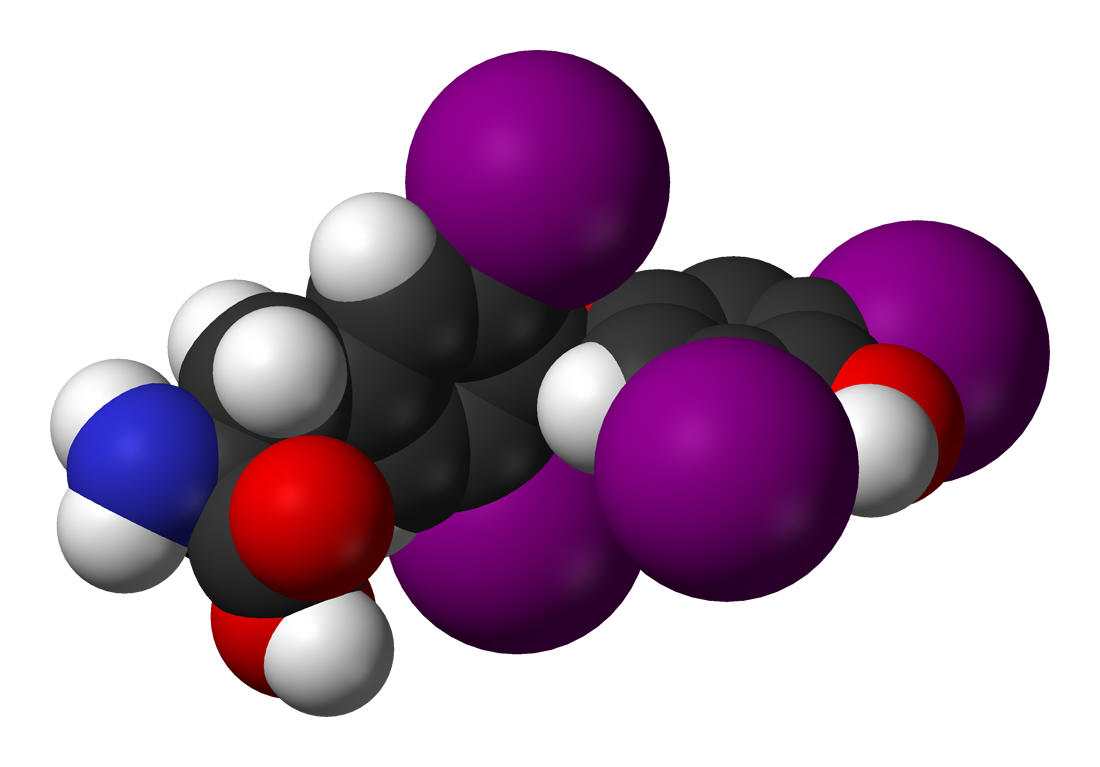
Tiroxin, T4

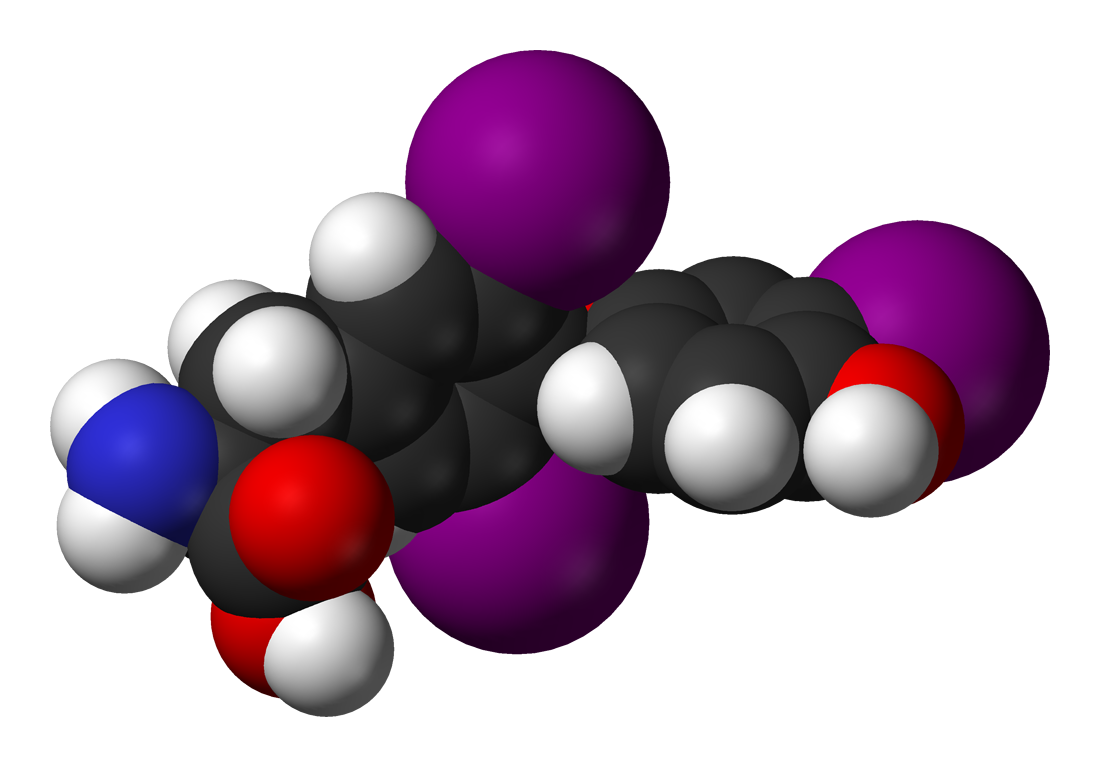
Trijód-tironin, T3

A pajzsmirigy két fontos hormont termel: a thyroxint (tiroxin vagy rövidítve T4) és a trijód-thyronint (trijód-tironin vagy T3). A T4 négy jódatomot, a T3 pedig három jódatomot tartalmazó tirozin-alapú aminosav származék. A kész hormonok a pajzsmirigyben a thyreoglobulin nevű fehérjéhez kötődve a pajzsmirigysejtek raktáraiban tárolódnak. Innen a szervezet igényei szerint a pajzsmirigy-stimuláló hormon (TSH) hatására szabadulnak ki a véráramba. A pajzsmirigy 90%-ban T4-et termel, melynek a biológiai aktivitása 3-4-szer gyengébb a T3-énál. A T4 a sejtekben T3-má tud alakulni.

## Szintézis
A pajzsmirigysejteknek a normális hormontermeléshez jódra van szükségük. A jódot egy aktív transzport során a keringésből veszik fel. A felvett jód a sejtekben H2O2 segítségével oxidálódik és beépül a thyrozinmolekulákba. Ezt a folyamatot a pajzsmirigy-peroxidáz (tireoperoxidáz, rövidítve: TPO) nevű enzim katalizálja. Egy jódatom beépülésével képződik a 3'-monojód-thyrozin (MIT), két jódatom beépülésével a 3',5'-dijód-thyrozin (DIT). Két DIT molekula kötésével alakul ki a tetrajód-thyronin, azaz a négy jódatomot tartalmazó thyroxin (T4). Egy DIT és egy MIT molekula alkotja a három jódatomnal bíró trijód-thyronint (T3). 
- DIT + DIT = thyroxin (T4)
- MIT + DIT = trijód-thyronin (T3)

A kész hormonok a thyreoglobulin nevű fehérjéhez kötve raktározódnak a pajzsmirigysejtek kolloidnak nevezett raktáraiban. Innen a TSH hatására szabadulnak fel és kerülnek a véráramba. Naponta 100 μg thyroxin és kb. 10 μg trijód-thyronin szabadul fel.

## T4 és T3 a vérkeringésben
A pajzsmirigyhormonok a véráramban nagyon magas arányban (99,9%) fehérjéhez kötődnek és így szállítódnak. A véráramban található hormonmennyiségnek csak nagyon kicsi része marad „szabadon” (free T4 és T3, rövidítve fT4 és fT3), ellenben csak ennek a kis mennyiségnek van biológiai aktivitása. Emiatt az orvosi vizsgálatok során csak az fT4 és fT3 értékeknek van információértéke.
| Kötődés                                                                | Százalék |
| thyroxin-kötő fehérjéhez (thyroxine-binding globulin; TBG) kötött      | 70%      |
| transthyretinhez (TTR) vagy thyroxine-kötő prealbuminhoz (TBPA) kötött | 10-15%   |
| albuminhoz kötött                                                      | 15-20%   |
| szabad T4 (fT4)                                                        | 0,03%    |
| szabad T3 (fT3)                                                        | 0,3%     |

A T3 kötési affinitása a kötő-fehérjékhez kisebb mint a T4-é, de még így is nagy mennyiségben fehérjéhez kötve szállítódik a vérben. A T4 felezési ideje (kb. 8 nap) hosszabb mint a T3-é (1-2 nap). 
Számos szövet képes a T4-t T3-má alakítani (perifériás konverzió) egy szelén-enzim segítségével (1',5'-dejodináz).

## Hatásai
A pajzsmirigy-hormonok a szervezet valamennyi sejtjének aktivitását szabályozzák. Elősegítik a sejtek oxigén felvételét, ezáltal szabályozzák a táplálék fő elemeinek (zsírok, szénhidrátok, fehérjék) sejtszintű hasznosítását, vagyis az alapmetabolizmust, a sejt energiafelhasználását. Továbbá, a pajzsmirigy-hormonok befolyásolják a fehérjék szintézisét és növelik a szervezet érzékenységét katekolaminokkal (például adrenalin) szemben. A pajzsmirigy-hormonok fontosak valamennyi sejt fejlődéséhez és normális differenciálódásához, fontos szerepet játszanak a magzat testi és idegrendszeri fejlődésében. A Magyarországon ma már ritka súlyos jódhiány és a következményes pajzsmirigyhormon-alultermelés magzati korban visszafordíthatatlan idegrendszeri fejlődési zavarhoz és kis termethez vezet. Az izomsejtekben a pajzsmirigy-hormonok úgy módosítják a myoglobulint, hogy az egy kifejezettebb ATPáz hatással és kontrakciótulajdonságokkal bír, és így munkabíróbb. 
A pajzsmirigy-hormonok:
- megnövelik a mitokondriumok oxidatív anyagcseréjét
- növelik az oxigén és energiafelhasználást valamint a hőtermelést
- katabolikus, lipolitikus és glikogénlebontó hatásúak.

## Szabályozás

### Centrális negatív visszacsatolás
A pajzsmirigy-hormonok legfontosabb szabályozója az agyalapi mirigyben termelődő pajzsmirigy-stimuláló hormon (TSH). Amikor a pajzsmirigy-hormonok koncentrációja a vérben csökken, az agyalapi mirigy több TSH-t termel és így megnöveli a hormon kiválasztását. Ha a pajzsmirigy-hormonok koncentrációja emelkedik, a TSH-termelés csökken. Ezzel a negatív visszacsatolással (angolul: negative feedback) a szervezet eléri, hogy a T3 és T4 koncentrációja bizonyos határok között állandó marad.

### Perifériás reguláció
A centrális szabályozáson kívül számos lokális tényező befolyásolja a pajzsmirigy-hormonok hatását. A pajzsmirigysejtek a jódfelvétel szabályozásával valamint a véráramba juttatott T3/T4 arányával képesek a hormonok hatását regulálni (autoreguláció). A kötő-fehérjék változásai a szabad hormonmennyiséget befolyásolják. A pajzsmirigyen kívül számos szövet képes az 1',5'-dejodináz (egy szelén-enzim) segítségével a T4-et az aktívabb T3-má alakítani (perifériás konverzió), ami fontos lokális szabályozó hatással bír. 

## A működés zavarai
A pajzsmirigy funkció zavarai származhatnak a pajzsmirigy-hormonok túltermeléséből (hyperthyreosis) vagy éppen fordítva: a hormonok hiányából vagy alultermeléséből (hypothyreosis). Viszonylag gyakori betegségnek számítanak, a teljes lakosság 1,4%-át érinti a hyperthyreosis és 4,4%-át a hypothyreosis. A tünetek sokszor enyhék, nehezen felismerhetők.

### Hyperthyreosis
Hyperthyreosisnak nevezzük azt az állapotot, amikor túl sok pajzsmirigy-hormon termelődik. A vérben emelkedett fT4 és fT3 koncentrációkat látni, a TSH-szint ennek megfelelően alacsony. A betegség különböző okokból alakulhat ki. Régóta elfogadott, hogy a hyperthyreosis az esetek többségében pszichoszomatikus betegség, továbbá örökletes hajlam is megfigyelhető.
Oka lehet továbbá pajzsmirigy-gyulladás, autoimmun betegség (Basedow-kór), túl sok jód a szervezetben, illetve az agyalapi mirigy (hipofízis) pajzsmirigy-hormon elválasztását serkentő hormonjának túltermelődése (autonóm adenóma).
A két legfontosabb kiváltó ok:
- Basedow-kór: egy autoimmun betegség, melyet a TSH receptora ellen termelt auto-antitest okoz. A TSH receptor a hozzá kötött antitest hatására folyamatosan aktív és szünet nélkül serkenti a pajzsmirigy-hormonok termelését és felszabadulását.
- Autonóm adenóma: a betegséget a TSH receptorok mutációja okozza. A receptornak nincs többé szüksége TSH-ra, hogy stimulálódjon. Folyamatosan aktív állapotban van és szünet nélkül serkenti a pajzsmirigy-hormonok felszabadulását. A pajzsmirigysejtek függetlenné (autonóm) válnak a centrális TSH negatív visszacsatolástól. Az autonóm sejtek, az ún. "göbök" kialakulását jódhiány gyorsítja.

A pajzsmirigy-túlműködés (Hyperthyreosis) tünetei:
- gyors fogyás, annak ellenére, hogy az egyén étkezési szokásai nem változtak.
- szapora szívműködés
- emelkedett vérnyomás
- dülledő szemek (csak Graves-Basedow-kór esetén)
- megnagyobbodik a pajzsmirigy

### Hypothyreosis
Hypothyreosisnak nevezzük azt az állapotot, amikor túl kevés (vagy semennyi) pajzsmirigy-hormon termelődik. A vérben csökkent fT4 és fT3 koncentrációkat látni, a TSH-szint ennek megfelelően magas. 
A betegség különböző okokból alakulhat ki: 
- primér: leggyakrabban a Hashimoto-thyreoiditis, egy autoimmun betegség következtében
- iatrogén: a pajzsmirigy eltávolítása vagy radiojódterápia után (például Basedow-kór vagy autonóm adenóma kezelése)
- szekundér forma (igen ritka: a hipofízis elégtelensége és a csökkent TSH-termelés következtében)
- terciér forma (még ritkább: a hipothalamus elégtelensége következtében)

Az alulműködés hátterében a szervezetet érő nagyobb trauma, megterhelés is meghúzódhat. 
A pajzsmirigy-alulműködés (Hypothyreosis) tünetei:
- hirtelen hízás, annak ellenére, hogy az egyén étkezési szokásai nem változtak.
- hajhullás és korai őszülés
- az agy oxigénellátottsága csökken, ezért a beteg lelassul
- depresszió
- vérszegénység
- fáradékonyság
- száraz bőr
- szívfrekvencia csökkenése
- csont- és ízületi fájdalmak

## Hormonpótlás
A pajzsmirigyhormonok pótlására hypothyreosisban, azaz a pajzsmirigy elégtelensége esetén van szükség. A hormonok pótlása az alábbi hormonkészítményekkel történik:
- Levothyroxin (azaz T4) tabletta (a Magyarországon forgalmazott készítmény neve: L-Thyroxin, Letrox, Euthyrox, Syntroxine)
- T3 és T4 kombináció tabletta

Habár a hatása jóval gyengébb, a pótlás általában tiszta T4 tablettával történik. Ennek két oka van:
- a T4-nek 8 nap a felezési ideje, a T3-nak csak 1-2 nap, tehát T4-gyel tartósabb és egyenletesebb hatás érhető el.
- a T4 a perifériás konverzió során az erősebb hatású T3-má alakul. A perifériás szabályozás során a bevitt T4-ből mindig csak annyi T3 képződik, amennyire a szervezetnek aktuálisan szüksége van.

Fontos, hogy a tabletta bevétele reggel, éhgyomorra, a reggeli elfogyasztása előtt legalább 30 perccel történjék, mert a thyroxin felszívódását élelmiszerek (különösen kalcium-tartalmú termékek, például tejtermékek) akadályozhatják. Ilyen esetben a megfelelő dózis beállítása igen nehéz lehet, hiszen a felszívódott hormonmennyiség napról napra az éppen elfogyasztott tápláléktól függ. A megfelelő dózis beállítása a TSH, fT4 és fT3 értékek alapján történik, melyeket a thyroxin adása normalizál. A laborértékeket rendszeresen ellenőrizni kell, az értékek változása esetén a dózis módosítására van szükség. A dózis változtatása után 6-8 hétnek kell eltelnie az újabb kontroll vizsgálatig, mert a szervezetnek ennyi időre van szüksége az adaptálódáshoz. A sikeres beállítás hónapokig is eltarthat, melynek során sok türelemre van szükség. Minél később kezdődik a terápia, annál hosszabb ideig tart és nehezebb a megfelelő dózis beállítása.
A pajzsmirigybetegek kezelését Magyarországon pajzsmirigygondozók végzik, de sajnos az előjegyzés ellenére, a magyar egészségügy rossz szervezettsége miatt sok a várakozási idő. Emiatt talán sikerül gyógyítani a pajzsmirigy betegségét, de a stressz egyéb problémákat okozhat.
Ha sikerült beállítani a terápiás adagot, a receptet a továbbiakban a háziorvos is felírhatja.